# Anne mia
Anne mia is een instrumentaal jazzrock-nummer van Jan Akkerman. Het nummer verscheen op zijn album Pleasure point, dat in 1982 voor het eerst als elpee werd uitgebracht via het Duitse label WEA Records. Hiervan zijn meerdere versies wereldwijd verschenen. Anne mia verscheen nog niet op het eerste album, maar op alle latere versies waarop het als extra track werd toegevoegd.
Net als alle andere bonustracks van dit album is als schrijver van dit nummer M. Muleta opgevoerd, terwijl dat bij alle nummers van het album uit 1982 Jan Akkerman zelf was. Tegenover Gitaarnet liet Akkerman hier in 2001 over los dat dit een zakelijke achtergrond heeft: "Een muleta is zo’n rooie lap waar je een stier mee moet afleiden. Dan weet je toch genoeg."
Het nummer werd in 1994 gecoverd door The Cats die het op hun album Shine on plaatsten. Ook in die versie speelde Jan Akkerman de gitaarpartij.